# Peter Pan (phim 1953)
Peter Pan là bộ phim hoạt hình ca nhạc phiêu lưu kỳ ảo vào năm 1953 sản xuất bởi Walt Disney và dựa trên vở kịch Peter Pan, hoặc The Boy Who Wouldn't Grow Up của J. M. Barrie. Đây là bộ phim thứ 14 trong loạt hoạt hình cổ điển Walt Disney và công chiếu tại rạp ngày 5 tháng 2 năm 1953 bởi RKO Radio Pictures. Đây là bộ phim cuối cùng được Chín người trong đội ngũ Disney đời đầu cùng nhau lên kịch bản và đạo diễn. Và là bộ phim thứ 2 của Disney có mặt của dàn diễn viên Kathryn Beaumont, Heather Angel và Bill Thompson đã từng lồng tiếng cho bộ phim Alice in the Wonderland (Alice ở xứ sở thần tiên) trước đó.

## Nội dung
Luân Đôn vào khoảng năm 1900, cặp vợ chồng George và Mary Darling đang chuẩn bị để đi dự tiệc thì lại bị gián đoạn bởi hai cậu con trai ở trên gác tên là John và Michael, cả hai đang đóng giả câu chuyện về Peter Pan và những tên cướp biển được người chị cả Wendy kể lại. Khiên ông George cảm thấy tức giận vì những câu truyện không có thật đó, đã nói với Wendy rằng cô bé đã quá lớn so với những câu truyện cổ tích đó. Vào đêm đó, Peter Pan đã bay đến căn phòng của chúng để thăm, dạy chúng bay cùng với sự trở giúp của cô tiên nhỏ Tinker Bell và đem chúng cùng bay đến đảo Không Bao Giờ.
Tại vùng đất đó, những con tàu của những tên cướp đã đóng neo cai trị và thuyền trưởng là Hook cùng với tên tay sai của mình là Ngài Smee. Thuyền trưởng Hook đã vạch ra những kế hoạch tàn bạo để trả thù Peter Pan bằng cách cắt đứt bàn tay của cậu ấy, nhưng hắn có một nổi sợ đó chính là con cá sấu ngày trước từng ăn mất một cánh tay của hắn và đang rất hao hức để nuốt trọn hắn vào bụng. Tiếp đó, thuyền của Hook bị Peter Pan và bọn trẻ phá không ngừng và Tinker Bell, cô tiên nhỏ, lại cảm thấy ghen tị khi Peter Pan dành mọi sự chú ý cho Wendy và dụ dỗ những Đứa Bé Đi Lạc rằng Peter Pan ra lệnh hãy bắn đá vào Wendy và nói Wendy là một con chim. Và việc làm đó của Tinker Bell bị Peter Pan phát hiện sau đó và bị phạt. John và Michael đi cùng với nhóm những Đứa Bé Đi Lạc đến hòn đảo của Người Da Đỏ. Ở đó, thay vì bị bắt giữ thì bọn trẻ lại bị gả cho con gái của tộc trưởng tên là Tiger Lily.
Cùng lúc, Peter dắt Wendy đi gặp những nàng tiên cá tinh quái, bọn họ thay nhau chọc phá Wendy và khi thấy Hook thì biến mất trong sợ hãi. Peter và Wendy thấy được Hook đã bắt cóc Tiger Lily để bắt cô ấy nói ra chỗ ở của Peter. Peter và Wendy sau đó đã giải cứu cho cô ấy và Peter được cả bộ tộc tôn vinh. Tên Hook sau đó lợi dụng sự ghen tị của Tinker Bell nên đã lừa cô ấy nói ra chỗ ở của Peter. Wendy và hai người em trai bỗng dưng thấy nhớ nhà và lên kế hoạch để quay về. Họ muốn đưa Peter và những Đứa Trẻ Đi Lạc theo cùng và sẽ được gia đình Darling nhận nuôi. Những Đứa Trẻ Đi Lạc đều đồng ý, những Peter không thể lớn lên được nên cậu ta từ chối, và tự tin cho rằng rồi bọn họ cũng phải quay lại sớm thôi. Những tên cướp biển ẩn nấu ở một nơi để rình bắt những Đứa Trẻ Đi Lạc và chị em Wendy trong lúc rời đi, và để lại một quả bom hẹn giờ nhằm giết chết Peter. Tinker Bell may mắn biết được kế hoạch và nhanh chóng mang quả bom đi xa khỏi Peter ngay khi nó phát nổ.
Peter giải cứu cho Tinker Bell khỏi đóng đá vụn và cùng nhau chạm trán với bọn cướp biển, giải thoát cho lũ trẻ trước bị thả xuống biển cho cá ăn. Peter giao chiến với Hook còn bọn trẻ thì đấu với những tên còn lại và cả bọn cùng làm cho tên Hook cảm thấy nhục nhã. Tên Hook và đồng bọn bỏ trốn trên chiếc thuyền nhỏ và con cá sấu đuổi theo sau. Peter sau đó trở thành thuyền trưởng chỉ huy con tàu cùng với sự giúp sức của bụi tiên của Tinker Bell làm cho con tàu bay lên về phía Luân Đôn. Tuy nhiên, những Đứa Trẻ Đi Lạc lại quyết định quay về đảo Không Bao Giờ hơn là được nhận nuôi ở Luân Đôn. George và Mary Darling trở về nhà sau bữa tiệc nhưng lại không thấy Wendy trên giường mà lại nằm bên cạnh ô cửa sổ mở toang. Wendy thức dậy và hào hứng kể cho bố mẹ nghe về chuyến phiêu lưu vừa rồi. Cả hai ông bà cùng nhìn ra cửa sổ và thấy được hình bóng của một con tàu cướp biển trong đám mây mờ. Ông George sau đó cũng nhận ra được việc làm của Wendy và nhẹ nhàng nói chính con tàu đó cũng đã từng xuất hiện trong ký ức tuổi thơ của ông một thời.

## Lồng tiếng
- Bobby Driscoll - Peter Pan.
- Margaret Kerry - Tinker Bell. (cô không lồng tiếng cho nhân vật này mà là hình tượng mẫu để vẽ nên nhân vật này. Vì trong phim, tiếng của nhân vật này là tiếng chuông).
- Kathryn Beaumont - Wendy Darling.
- Paul Collins - John Darling.
- Tommy Luske - Michael Darling.
- Hans Conried - Thuyền trưởng Hook.
- Heather Angel - Mary Darling.
- Nana - Chú chó của nhà Darling.
- Bill Thompson - Ngài Smee.
- Những Đứa Trẻ Đi Lạc:
  - Robert Ellis - Cubby.
  - Jeffrey Silver - Nibs.
  - Johnny McGovern - Twins.
  - Stuffy Singer - Slightly.
- June Foray, Connie Hilton, Margaret Kerry và Karen Kester - Những nàng tiên cá.
- June Foray - Squaw (vợ của tù trưởng Da Đỏ và là mẹ của Tiger Lily).
- Bill Thompson - Những tên cướp biển khác.
- Candy Candido - Tù trưởng Da Đỏ.
- Tom Conway - Giọng người kể chuyện đầu phim.

## Nhạc phim
- "The Second Star to the Right" (Ngôi sao thứ hai ở bên phải)
- "You Can Fly!" (Bạn có thể bay)
- "A Pirate's Life" (Đời cướp biển)
- "Following the Leader" (Theo chân người chỉ huy)
- "What Made the Red Man Red?" (Điều gì khiến người Da Đỏ có nước da màu đỏ? - bài hát này đã gây tranh cãi vì những định kiến phân biệt chủng tộc của người Mỹ bản địa)
- "Your Mother and Mine" (Mẹ của em và của chị)
- "The Elegant Captain Hook" (Thuyền trưởng Hook thanh lịch)
- "You Can Fly!" (Bạn có thể bay - khi bọn trẻ quay lại Luân Đôn)
- "Never Smile at a Crocodile" (Đừng bao giờ cười một con cá sấu)